# جيوفاني هيدالغو
جيوفاني هيدالغو (بالإنجليزية: Giovanni Hidalgo)‏ هو عازف جاز أمريكي، ولد في 22 نوفمبر 1963 في سان خوان في بورتوريكو.

## وصلات خارجية
- جيوفاني هيدالغو على موقع IMDb (الإنجليزية)
- جيوفاني هيدالغو على موقع ميوزك برينز (الإنجليزية)
- جيوفاني هيدالغو على موقع أول ميوزيك (الإنجليزية)
- جيوفاني هيدالغو على موقع ديسكوغز (الإنجليزية)